# وزارة المالية (البرتغال)
وزارة المالية (بالبرتغالية: Ministério das Finanças‏) هي وزارة حكومية برتغالية، وهي المسؤولة عن ضبط ميزانيَّة البلاد وإدارة السياسات المالية العامة.
الوزير الحالي هو خواكيم ميرندا، وذلك اعتبارًا من 2 أبريل 2024.

## التاريخ
في عام 1910، في أعقاب الانقلاب الجمهوري، تم تغيير اسم الوزارة إلى وزارة المالية (Ministério das Finanças). منذ ذلك الحين، احتفظت الوزارة بهذا الاسم دائمًا تقريبًا، باستثناء بعض الفترات القصيرة التي كان يطلق عليها اسم وزارة المالية والتنسيق الاقتصادي (Ministério das Finanças e da Coordenação Económica) في مارس-مايو 1974، وزارة التنسيق الاقتصادي (Ministério da Coordenação Económica) في مايو-يونيو 1974، وزارة المالية والتخطيط (Ministério das Finanças e do Plano) في 1980-1983، أو وزارة المالية والإدارة العامة (Ministério das Finanças e Administração Pública) في 2002-2005.

## روابط خارجية
- الموقع الرسمي
 باللغة البرتغالية